# Commodore SuperPet
Commodore SuperPet (SuperPet) је професионални рачунар фирме Комодор (Commodore) који је почео да се производи у САД током 1981. године.
Користио је MOS 6502 и Motorola 6809 микропроцесорску јединицу а RAM меморија рачунара је имала капацитет од 96 KB. 
Као оперативни систем кориштен је Commodore Kernal + BASIC language.

## Детаљни подаци
Детаљнији подаци о рачунару SuperPet су дати у табели испод.
|                       |                                                         |
| [ 1 ]                 |                                                         |
| Произвођач            | Комодор                                                 |
| Тип                   | професионални рачунар                                   |
| Меморија              | 96 KB                                                   |
| Поријекло             | Сједињене Америчке Државе                               |
| Година                | 1981                                                    |
| Тастатура             | Пуни помак, 73 тастера са нумеричком тастатуром         |
| Процесор              | 6809                                                    |
| Фреквенција процесора | 1                                                       |
| RAM                   | 96 KB                                                   |
| ROM                   | 48 (Kernal + CBM BASIC)                                 |
| Текст                 | 80 стубова x 25 линија - 3 сета знакова (255 сваки сет) |
| Графика               | нема                                                    |
| Боја                  | једна боја. зелени приказ                               |
| Звук                  | 1 глас - 3 октаве                                       |
| Димензије             | 21 фунта                                                |
| Портови               |                                                         |
| Оперативни систем     |                                                         |